# Retablo mayor de la Iglesia de San Juan Bautista (Carbonero el Mayor)

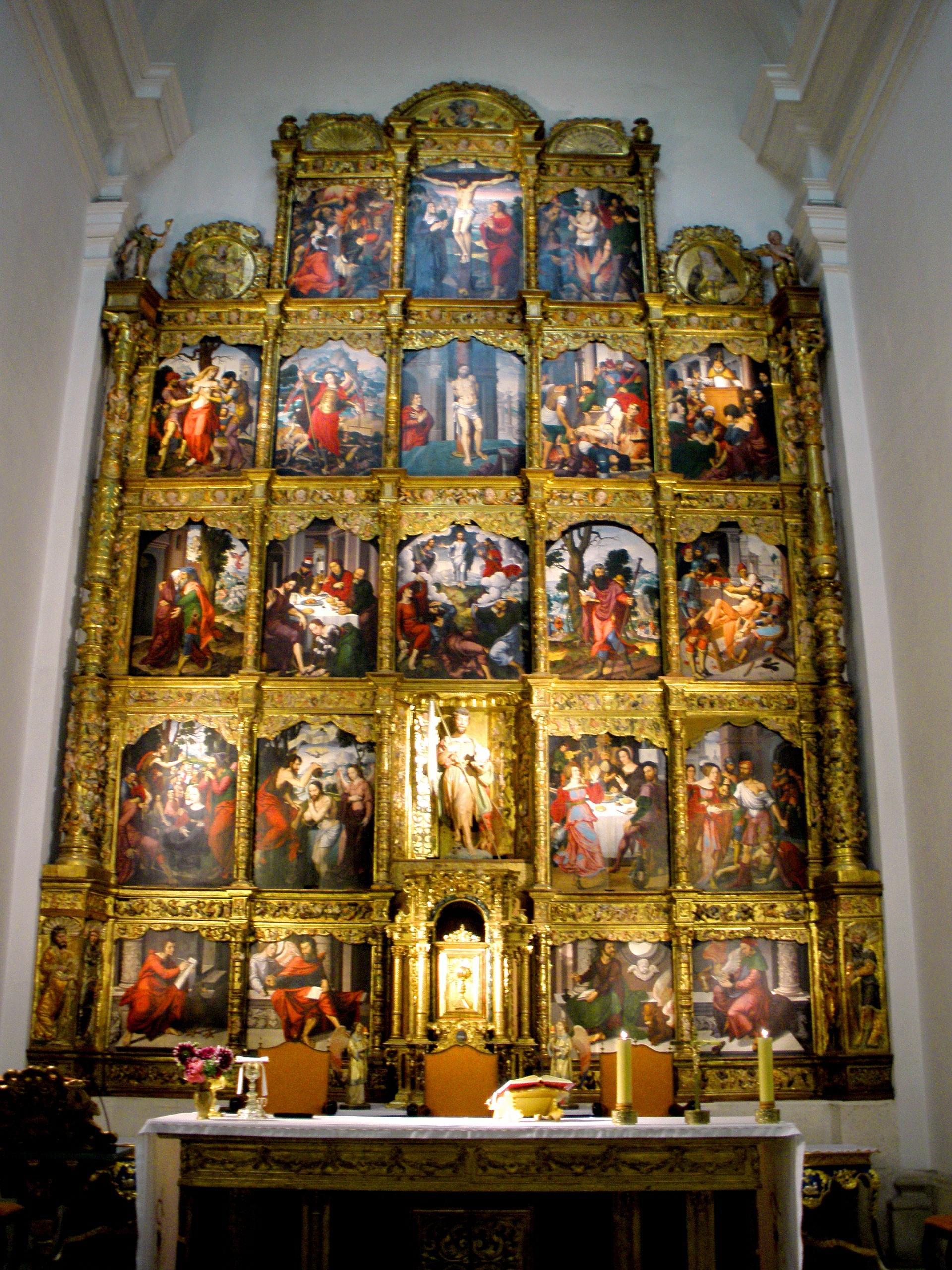
Retablo de la iglesia de San Juan Bautista de Carbonero el Mayor.

El Retablo mayor de la Iglesia de San Juan Bautista en la localidad de Carbonero el Mayor, en la provincia de Segovia, constituye una de las obras más sobresalientes del renacimiento en Castilla.
Obra maestra de pintura y escultura, el retablo dedicado a San Juan Bautista, se encuentra situado en el altar mayor de la Iglesia Parroquial de la localidad segoviana de Carbonero el Mayor. El valor principal de esta iglesia es el de ser contenedor de esta joya renacentista, a la que se encuentra unido de forma permanente desde su creación.

## Iglesia
Los restos más antiguos que se conservan de la iglesia de San Juan Bautista, están datados en el siglo XIII. A finales del XV, coincidiendo con el esplendor económico segoviano, se produjo la transformación del templo al gusto gótico. Luego, entre 1731 y 1736, se efectuaron nuevas obras, adecuándose la iglesia al estilo barroco. Es en esta época, cuando se produce el traslado del retablo, desde su primera ubicación a la nueva cabecera, y en consecuencia el orden originario de las tablas fue trastocado.

## Retablo
El retablo aúna lo flamenco, propio de las circunstancias históricas durante las que fue creado, primera mitad del siglo XVI, con la herencia italiana. Dos estilos diferentes de representación artística magníficamente relacionados. Independientemente de sus relevantes valores artísticos, el retablo presenta a través de una función doctrinal, un marcado carácter antropológico en el que predomina la exaltación de la fe.
El retablo está formado por un conjunto de veintiuna tablas que se distribuyen en el retablo organizado en cinco calles, con banco, cuerpo de tres pisos y ático.
En el banco aparecen representados los cuatro evangelistas con sus respectivos símbolos alados, separados en el centro por el hueco del sagrario. Destaca por su realismo la figura de San Lucas.
En el primer cuerpo y en la calle central se encuentran las historias principales de este retablo. En el primer cuerpo con escenas de la vida de San Juan Bautista. En la calle central se refieren escenas de la vida de Jesús: Transfiguración, Cristo a la columna, con un joven orante, presumiblemente el alma cristiana, y la Crucifixión en el ático.
El resto de los huecos muestra una serie de santos, mártires y arcángeles sin nexo narrativo alguno, que puede responder al nuevo ensamblaje con motivo del traslado ya reseñado, que dio lugar a una alteración del orden original. De esta forma encontramos que las tablas referidas al «Abrazo de San Joaquín y Santa Ana ante la Puerta Dorada» y «El lavado de los pies de Jesús por la Magdalena en casa del fariseo» aparecen fuera de contexto. La Virgen –contrariamente al auge de su representación en siglos posteriores– sólo se referencia a través de la tabla del «Abrazo ante la Puerta Dorada», en la que se anuncia el nacimiento de la madre del Mesías, y en un medallón que forma pareja con el de un ángel en los extremos del ático.
Los cinco cuerpos están separados por frisos con bajorrelieves y altorrelieves, con cresterías que coronan las tablas. Las calles, a su vez, están separadas por pilastras a candelieri o con diversos motivos como águilas y puttis; delante de ellas, columnas abalaustradas. Todo ello con una rica policromía. La obra se remata con la figura del Padre Eterno en la calle central y dos veneras a los lados.
Todo este bello conjunto pictórico, compartimentado por columnillas, pilastras y frisos con relieves historiados o motivos de ángeles, se encuentra enmarcado en los laterales por dos grandes columnas abalaustradas, ricamente decoradas, que se levantan sobre sendos plintos con relieves de seis profetas (dos de ellos en la sacristía), y que se coronan con dos ángeles de bulto tocando la trompeta.
Autores documentados de sus pinturas son Baltasar Grande, quien cobró dos pagos en solitario en 1547, y Diego de Rosales, a quien se le escalonan los pagos en cantidad ocho veces superior entre 1548 y 1560. El estilo hispano flamenco de sus pinturas, estrechamente vinculado a la obra de Ambrosius Benson, según destacó el Marqués de Lozoya, ha planteado, no obstante, dificultades no resueltas a la hora de adjudicar la parte correspondiente a cada uno de estos pintores, dada la estrecha relación formal existente en sus veintiuna tablas y las diferencias muy acusadas con las pinturas del retablo de Flores de Ávila, obra documentada también a nombre de Rosales.